# Jim Reardon
Jim Reardon (1961) è un regista, sceneggiatore e animatore statunitense.

## Carriera
Conosciuto per aver lavorato alla serie I Simpson, ha diretto oltre 30 episodi del cartone tra il 1990 ed il 2004 ed è stato supervisore regista di oltre 150 episodi tra il 1997 ed il 2005 (stagioni 9-15), oltre che consulente creativo. Ha vinto numerosi Premi Emmy insieme allo staff di produzione de I Simpson. Il suo primo lavoro come regista è datato 1986 ed è rappresentato dal cortometraggio Bring Me the Head of Charlie Brown, diffuso anni dopo su YouTube. Tra il 1987 ed il 1988 ha scritto molti episodi di SuperMouse, mentre nella stagione 1990-1991 ha realizzato I favolosi Tiny. Nel 1998 ha vinto l'Annie Award. Nel 2008 ha sceneggiato con Pete Docter e Andrew Stanton il film della Pixar WALL•E, con il quale ha ottenuto la nomination ai Premi Oscar 2009 nella categoria miglior sceneggiatura originale e ha vinto il Chicago Film Critics Association Award per la migliore sceneggiatura originale. Nel 2012 è nel team di sceneggiatura di altri film animati di successo, ossia Ralph Spaccatutto (2012), Zootropolis (2016) e Ralph Spacca Internet (2018).

## Filmografia
- Bring Me the Head of Charlie Brown (1986) - regia
- SuperMouse (1987-1988) - autore, regista
- Christmas in Tattertowm (1988) - autore
- I favolosi Tiny (Tiny Toon Adventures) (1990-1991) - autore
- I Simpson (The Simpsons) (1990-2004) - regista, supervisore regista, consulente creativo
- WALL•E (2008) - sceneggiatore
- Ralph Spaccatutto (Wreck-It Ralph) (2012) - sceneggiatore, autore
- Zootropolis (Zootopia) (2016) - autore
- Ralph Spacca Internet (Ralph Breaks the Internet) (2018) - autore